# La Vid y Barrios
La Vid y Barrios ist eine Gemeinde (municipio) mit 245 Einwohnern (Stand: 2024) im Zentrum der Provinz Burgos in der Autonomen Gemeinschaft Kastilien und León. La Vid y Barrios liegt in der Comarca und der Weinbauregion Ribera del Duero. Die Gemeinde besteht aus den Ortschaften Guma, Linares de La Vid y Zuzones.

## Lage und Klima
La Vid y Barrios liegt etwa 80 Kilometer südsüdöstlich der Provinzhauptstadt Burgos am Duero in einer Höhe von ca. 830 m. Das Klima ist gemäßigt bis warm; Regen (ca. 525 mm/Jahr) fällt übers Jahr verteilt.

## Sehenswürdigkeiten
- Prämonstratenserabtei Santa Maria de La Vid (Monasterio de Santa María de la Vid)
- Martinskirche (Iglesia de San Martín de Tours) in Zuzones
- Norbertuskirche (Iglesia de San Norberto) in Guma

## Persönlichkeiten
- Alejandro Moral Antón (* 1955), Ordensgeistlicher